# 長町南駅
長町南駅（ながまちみなみえき）は、宮城県仙台市太白区長町南三丁目にある仙台市地下鉄南北線の駅である。駅番号はN16。
バスプールが設けられている。

## 歴史
- 1987年（昭和62年）7月15日 - 開業[1]。開業前の駅の仮称は旧地名「長町字鍋田」から「鍋田」だった。
- 2009年（平成21年）10月24日 - 可動式ホーム柵の運用開始。
- 2014年（平成26年）12月6日 - IC乗車券・icsca導入[2]。
- 2015年（平成27年）
  - 1月30日 - 駅構内売店が閉店。
  - 8月25日 - ファミリーマート長町南駅店が開店[3][4]。
- 2017年（平成29年）3月30日 - セブン銀行ATM設置[5]。
- 2018年（平成30年）11月20日 - ホームの発車標を更新。

## 駅構造
島式ホーム1面2線を有する地下駅である。富沢駅方面に渡り線が設置されている。駅は太白区役所とザ・モール仙台長町の間の道の下に位置し、出口はこの道に沿って4か所設置されている。長町南と長町との境にあり、長町駅から西南西の方角に位置する。太白区役所と同じ敷地に西1と西2の二つの出入口が開き、東1の出入口はザ・モール仙台長町前、西3の出入口はララガーデン長町の目の前にある。
改札外コンコースには定期券発売所（営業時間:平日8時30分～18時30分、土曜9時00分～17時00分）とファミリーマート長町南駅店（営業時間:6時30分〜23時00分）がある。
駅の南側に入換設備がある。2006年12月18日、富沢駅と富沢車庫間における列車脱線事故のために「長町南行」が運行された。2022年3月17日には富沢車両基地における無線設備故障の影響で、泉中央駅と当駅の間で折り返し運行が実施された。
地上にはバスプールがあり、市営バスは主に長町営業所管轄の八木山方面、宮城交通は主に太白区南西部方面へのバスが運行されている。
のりば
| 1 | ■ 南北線 |  | 富沢方面                     |  |
| 2 | ■ 南北線 |  | 仙台・勾当台公園・泉中央方面 |  |

## 利用状況
| 乗車人員推移 | 乗車人員推移     |
| 年度         | 一日平均乗車人員 |
| ------------ | ---------------- |
| 2002         | 10,928           |
| 2003         | 10,879           |
| 2004         | 10,892           |
| 2005         | 11,271           |
| 2006         | 11,418           |
| 2007         | 10,734           |
| 2008         | 10,463           |
| 2009         | 10,504           |
| 2010         | 10,860           |
| 2011         | 10,922           |
| 2012         | 11,492           |
| 2013         | 11,633           |
| 2014         | 11,601           |
| 2015         | 11,762           |
| 2016         | 11,683           |
| 2017         | 11,843           |
| 2018         | 11,819           |
| 2019         | 11,739           |
| 2020         | 8,965            |
| 2021         | 9,393            |
| 2022         | 10,200           |
| 2023         | 10,894           |

- 2023年度（令和5年度）
  - 一日平均乗車人員：10,894人/日[7]
  - 乗車人員数は、仙台市地下鉄の駅では仙台駅、泉中央駅、勾当台公園駅に次ぐ第4位。

年度別一日平均乗車人員の推移（単位：人/日）
太白区役所が隣接することと、西の平・恵和町方面（市営バス）、尚絅学院大・西多賀・鈎取・山田方面（宮城交通）などへのバスターミナルとなることから人出は多い。これらのバス路線の大半はJR長町駅前からの利用も可能であるが、始発が東口であり地下鉄→バスの乗継が不便であることや、長町南駅以東は渋滞が発生しやすく乗車時間が長いことなどから、長町南駅を利用する客が多い傾向にある。また、ザ・モール仙台長町の開業にあわせ、商業的集約の要素も高まった。

## 駅周辺
地下鉄が通る道と、そこから北300メートルに並行する市道沿いが商業地で、その周りを中・高層の建物を含む住宅地が取り巻いている。かつては秋保電気鉄道（1961年路線廃止）の東北特殊鋼駅（1946年に駅廃止）が当駅近辺に存在した。
- 仙台市太白区役所
- 仙台市発達相談支援センター・南部アーチル
- ザ・モール仙台長町 - 地下直結
- 地底の森ミュージアム
- 仙台南郵便局
- 仙台市立長町南小学校
- ララガーデン長町 - 地下直結
- 七十七銀行長町南支店・泉崎支店
- 仙台銀行長町南支店

## バスプール
仙台市営バスと宮城交通が発着する。正式なバス停名は、仙台市営バスが地下鉄長町南駅・太白区役所前、宮城交通が長町南駅・太白区役所前となっていたが、東西線開業時に、全ての地下鉄駅のバス停から「地下鉄」の文字が除かれることになったため、現在は両事業者とも長町南駅・太白区役所前となっている。
- 1：【仙台市営】[40][Z40]恵和町・八木山動物公園駅、[48]東北工大長町キャンパス、[K610][S610]野草園・仙台駅前・交通局東北大学病院、[36]日赤病院
- 2：【仙台市営】[58][60][Z60]八木山動物公園駅方面、[36]長町営業所、【宮城交通】八木山ベニーランド前経由仙台駅前・県庁市役所、尚絅学院大（西中田経由）
- 3：【宮城交通】ゆりが丘・尚絅学院大・那智が丘（新道西多賀経由）、ライフタウン名取、川崎
- 4：【宮城交通】秋保温泉、（仙台南ニュータウン経由）茂庭台、山田自由ヶ丘、日本平、仙台南ニュータウン、八木山南団地・八木山動物公園駅、富田・富沢駅、東北工大長町キャンパス・宮交自動車学校
- 番号無し：【宮城交通】長町ループバス（4番ポール付近と9番ポール付近の2箇所にそれぞれ併設）
- 5：【仙台市営】降車専用
- 6：【仙台市営】[10][15]南仙台駅・四郎丸方面
- 7：【仙台市営】[40][48][X610]長町営業所、[58][N40][N60]長町駅東口、[B40]市立病院
- 8：【仙台市営】[77]東部工場団地・荒井駅、[75]薬師堂駅
- 9：【宮城交通】県庁市役所（大年寺前経由・舟丁経由）
- 10：【宮城交通】長町駅東口、市立病院、飯田団地、長町郡山

## 隣の駅
仙台市地下鉄
■南北線
長町駅 (N15) - 長町南駅 (N16) - 富沢駅 (N17)